# Jakkaphong Jakrajutatip
Jakkaphong Jakrajutatip (in thailandese จักรพงษ์ จักราจุฑาธิบดิ์, nota anche come  Anne Jakrajutatip; Bangkok, 17 febbraio 1979) è un'imprenditrice tailandese, conduttrice televisiva e amministratore delegato del gruppo globale JKN. È proprietaria delle organizzazioni di concorsi di bellezza Miss Universo, Miss USA e Miss Teen USA. Jakrajutatip è diventata la prima donna trans  a possedere pienamente queste organizzazioni. Secondo Forbes, è la terza persona transgender più ricca del mondo, con un patrimonio netto stimato di 210 milioni di dollari nel 2020.
Nel novembre 2023 il gruppo ha dichiarato fallimento.

## Biografia
Jakkaphong Jakrajutatip è nata a Bangkok in una famiglia cinese tailandese. È la figlia maggiore di Ashira Suthisataporn e Ampai Jakrajutatip. Ha due fratelli. Durante un'intervista sul podcast "The Journal", Jakrajutatip ha affermato di sapere di essere "intrappolata nel corpo sbagliato" dall'età di 5 anni.  I suoi genitori gestivano un negozio di noleggio video, che in seguito sarebbe diventato ST Grand, e incoraggiavano lei ad imparare l'inglese.
Durante i suoi primi anni, ha frequentato l'Assumption College di Bangkok. Gestiva la società di distribuzione e produzione video di famiglia per i suoi genitori e ha investito in molte licenze multimediali e beni immobili.
È andata all'estero per studiare relazioni internazionali alla Bond University nel Queensland, in Australia. Successivamente ha conseguito un certificato di sviluppo immobiliare presso l'Università di Chulalongkorn e ha completato un programma di accreditamento per direttori presso l'Associazione dell'Istituto tailandese dei direttori.

## Carriera
La carriera di Jakrajutatip ha iniziato a prendere il volo mentre lavorava nel negozio di noleggio video dei suoi genitori. La svolta è arrivata quando ha scoperto il documentario della BBC Walking With Dinosaurs e ha contattato la BBC, esprimendo interesse a distribuire la serie in Tailandia. Questa iiniziativa si è rivelata un grande successo, con la vendita di un milione di copie. Iniziando con la distribuzione di documentari, ha gradualmente ampliato il suo campo d'azione fino a comprendere contenuti provenienti dalla Corea del Sud, dal Giappone e da Hollywood. In particolare è stata pioniera nell'introduzione dei programmi televisivi indiani al pubblico tailandese, un contributo che le ha portato ad ottenere il soprannome di "Regina dei contenuti indiani".
Successivamente, ha fondato JKN Global Media nel 2013. Jakrajutatip ha quotato con successo la sua attività, JKN Global Media, sul mercato degli investimenti alternativi nel 2017 e ha assunto il ruolo di amministratore delegato nel 2018. Nel 2019, Jakrajutatip è stata la prima tailandese e la prima donna transgender a ricevere il premio Asia Media Woman of the Year al Content Asia Summit di Singapore. È stata nominata una delle "Donne dell'anno 2022" dal Bangkok Post.
Nel 2021, ha portato la quotazione della sua azienda al consiglio principale della Borsa della Thailandia (SET). Ha continuato le sue ambiziose iniziative nel settore dei media investendo 1,1 miliardi di baht per acquisire il canale televisivo JKN18  nell'aprile 2021. Si è poi avventurata nel settore dell'e-commerce, acquistando una partecipazione in una società di shopping online nel settembre 2021.
Ha anche parlato apertamente delle sue esperienze come donna transgender ed è la fondatrice e direttrice della Life Inspired for Transsessuale Foundation, un'organizzazione di beneficenza che difende i diritti dei transgender in Thailandia.
Nell'ottobre 2022, ha acquistato i concorsi di bellezza Miss Universo, Miss USA e Miss Teen USA per 20 milioni di dollari, citando il desiderio di espandere la causa dell'emancipazione delle donne tra coloro che sono privati dei diritti civili a causa della povertà e della discriminazione di genere.  Questa acquisizione l'ha indicata come la prima donna a possedere l'organizzazione sin dal suo inizio nel 1952.
Al 23 marzo 2023, la sua partecipazione nel Gruppo JKN è scesa al 24,55%, rispetto a un livello precedente di oltre il 50%. Nonostante questa diminuzione, mantiene lo status di maggiore azionista, come riportato sul sito SET. Ha dichiarato fallimento per il gruppo JKN Global nel novembre 2023.
Il 24 novembre 2023, è stata citata in giudizio da TCG Social Media Group, la piattaforma di criptovaluta sostenuta dall'oro, per 1 miliardo di baht di danni, insieme alle accuse di coinvolgimento in una truffa di monete.

## Vita privata
Jakrajutatip è una donna transgender. Ha due figli. Vive a  Bangkok, in Thailandia.